# Idea
|  | Per a altres significats, vegeu «Idea (desambiguació)». |

|  | «Idees» redirigeix aquí. Vegeu-ne altres significats a «Revista Idees». |

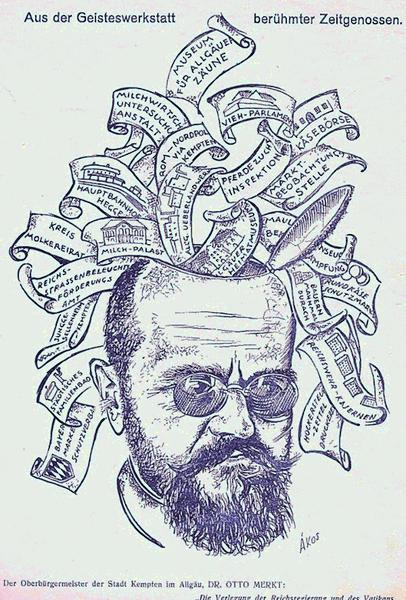
Idees

Una idea és un producte del pensament, l'expressió d'un concepte. El terme idea tradueix la paraula grega eidos, que també es pot traduir per 'forma', i té relació directa amb el significat d'allò que es veu, allò que es pot veure. Tenint en compte que el terme "forma" (relacionat amb idea) s'ha d'entendre en el sentit que té en paraules com informació, i que el terme grec relacionat amb "veure" és teorein ('teoria'), es mostra la relació entre aquests significats. Així, una idea seria tot allò que es pot concebre mentalment, l'objecte de les teories o, més acuradament, el significat d'una oració. Els conceptes, en canvi, farien referència més aviat als termes generals.

## Les idees en filosofia
Les idees en filosofia equivalen a l'essència del coneixement. El terme neix amb Plató i la seva divisió del món entre el món sensible (visible, en diu Plató) i el món de les idees, allò que és autènticament real. Així, les idees són, per a Plató, l'autèntica realitat que el món visible o sensible (l'anomena així perquè es copsa pels sentits, en oposició al món de les idees o intel·ligible perquè es copsa per la ment) es limita a copiar. Així, en la perspectiva platònica, de la mateixa manera que, per exemple, una casa física és la realització (imperfecta) dels plànols ideats en la ment de l'arquitecte, el conjunt del món físic és possible perquè realitza les idees perfectes de les entitats matemàtiques (quadrats, cercles, esferes, nombres…) i llurs relacions. Aristòtil, en canvi, dona més rellevància a la noció d'idea com a forma. Tot el que existeix és una composició de matèria i forma, i aquesta és una relació indissociable: no pot existir cap matèria que no tingui una determinada forma (o contingui una determinada informació), de la mateixa manera que no es pot donar cap forma que no ho sigui d'alguna matèria. Aquesta és la concepció coneguda com a hilemorfisme. A diferència de Plató, doncs, no creu que puguin existir idees o formes "separades". Mentre que Plató defensa un dualisme ontològic (dos mons diferents i separats, com si existissin les idees separades de les coses), Aristòtil pensa que les formes o idees no poden tenir existència separada. En el pensament cristià, es va imposar la perspectiva platònica i alguns autors, com sant Agustí, per exemple, van estendre la teoria de Plató considerant que les idees serien com els continguts de la ment divina i el món físic (creat per Déu) seria la seva concreció. La filosofia escolàstica va anomenar aquestes idees de la ment divina idees exemplars.
L'idealisme és el corrent que defensa l'existència de les idees per sobre de les aparences dels sentits. Segons els racionalistes, algunes idees són innates, són l'activitat mental pròpia de l'ésser humà, a diferència dels animals.
De fet, Descartes distingia entre tres classes d'idees: 
1. idees adventícies (que són aquelles que semblen procedir dels nostres sentits);
2. idees factícies (de factum), que serien idees fabricades per la nostra imaginació (com les corresponents a entitats mitològiques, fades, personatges literaris, etc.), i

- 3. idees innates, que no pot haver construït la nostra ment.

En canvi, per als empiristes són simplement noms, abstraccions per a designar un conjunt de processos mentals a partir de sintetitzar dades de l'experiència; són sempre productes secundaris, etiquetes.
Una posició intermèdia és la que defensa Kant, per al qual per a pensar cal disposar -igual que ho defensaven els empiristes- de dades subministrades pels sentits, però aquestes dades per si mateixes -tal com ho deien els racionalistes- no poden donar lloc a pensaments, sinó que cal que estiguin estructurades mentalment per les categories del pensament o per les intuïcions pures de la sensibilitat. Així, per exemple, si pensem en una taula que està enmig de dues cadires, els nostres sentits ens han de subministrar imatges d'objectes, però la noció d'"una" X que està "enmig" de "dues", són elaboracions mentals. De fet, mai ningú no ha "vist" una, sinó que ha vist objectes que la nostra ment "unifica"; tampoc no hem vist mai "enmig", sinó objectes que la nostra ment ordena en l'espai i en el temps. El nostre enteniment aporta aquestes categories: unitat, relació, causa, etc., i disposa els objectes en l'espai i el temps. Aquesta concepció s'anomena idealisme transcendental.

## Les idees en història o "història de les idees"
El nord-americà Arthur Lovejoy va desenvolupar una "història de les idees" o una "història intel·lectual" força diferenciada de la tradicional història de la filosofia. Propera a aquesta, estan moltes obres de pensadors tan diversos com el filòsof José María Valverde, l'historiador de l'art Erwin Panofsky i el polític i assagista Isaiah Berlin. Malgrat les seves moltes diferències, coincideixen a investigar interdisciplinàriament l'evolució dels grans conceptes culturals.

## Les idees en psicologia
Les idees són ocurrències, pensades o continguts de la ment. Suposa una resposta del cervell a un problema (té una idea per a resoldre una situació), o una nova invenció. Les idees poden ser comunicades a altres persones i poden influir en la conducta sota la forma de prejudicis, motivació per a aconseguir una fita o projecció del que pot passar.

## Tenir una idea
O una pensada. O una ocurrència. Tenir-ne una de bona, pot canviar la cara del món o omplir les butxaques d'algú, perquè les idees valen diners. De fet, fins i tot les enregistrem perquè no ens les prenguin. Hi ha una anècdota que n'és il·lustrativa. Orson Welles, abans d'anar-se'n a Europa, va parlar a Charles Chaplin d'una idea que tenia per a fer una pel·lícula. Aquest va filmar Monsieur Verdoux robant-li la idea. En tornar, abans d'estrenar-se, Orson Welles li ho va retreure i Chaplin no li ho discutí, simplement va pagar. Hi ha idees sorprenents que trobem als museus, com els llavis-sofà de Mae West o el telèfon-llangosta, ambdues de Salvador Dalí.

## Camps d'idees
Lewis Herman, guionista, elaborà un conjunt de camps d'idees que anomenà quadre d'idees. En un d'aquests sis, de ben segur que en trobarem una:
Idea seleccionada
Surt de dins, de la memòria, que emmagatzema les seves experiències. És aliena als factors externs i independent d'altri. Gabriel Ferrater, per exemple, en el poema Úter selecciona parts del cos de la dona: “una mitja / o una sabata o un jersei o una faldilla”.
Idea verbalitzadaSorgeix de quelcom que t'han explicat o que has escoltat al metro, a l'ascensor o la plaça major del poble. Gabriel García Márquez va sentir dir a un conegut que li agradaria treballar mentre dormia, que donà lloc a Me alquilo para soñar.
Idea llegidaEs tracta d'una idea de franc. Ve d'una lectura, d'alguna cosa que hem llegit en un periòdic, en un llibre o en fullet d'instruccions d'ús. Així, La màscara de la mort roja d'Edgar Allan Poe prové d'un article que llegí l'autor en el New York Mirror el 2 de juny del 1832, que feia referència a un ball de disfresses que tingué lloc a París en ple assot de la pesta, en què assistí un home altíssim vestit com si fos la personificació del còlera. Tanmateix, totes les interpretacions cinematogràfiques d'aquest conte de terror, com la de Roger Corman, es corresponen a una idea llegida.
Idea transformadaNo es tracta de plagi, que és una transcripció ipsis leteris. Es tracta d'utilitzar la mateixa idea, però d'una altra manera. Així la Vida del trobador català Guillem de Cabestany és transformada en una de les històries que s'expliquen en el Decameró, de Giovanni Boccaccio. Hi ha idees robades que no són plagi, com l'Enric V, de Shakespeare, que manllevà a un autor de l'època.
Idea d'encàrrecIdea que algú dona a un altre perquè la desenvolupi. Sigui una editorial, una productora de cinema o una galeria d'art. Un film com Agata, dirigit per Michael Apted, basat en la vida d'Agatha Christie, n'és un bon exemple.
Idea buscadaÉs la que hi ha després d'una recerca de buits o llacunes temàtiques. Diguem que l'univers va al davant de les idees. Així, la Guerra del Vietnam va fer néixer Apocalypse Now, de Francis Coppola. Tot i que algunes narracions d'El llibre de la Marató: nou relats contra les malalties minoritàries es corresponen a una idea d'encàrrec, també es corresponen a una idea buscada (quines poden produir en la ciutadania un impacte més potent?).